# Cruzoob
Cruzoob (etwa „Kreuzler“, genauer ist es der Maya-Plural des spanischen Wortes Kreuz: Cruz), auch Cruzob, Cruzo’ob bzw. in moderner Mayathan-Schreibweise Kruso’ob war die Bezeichnung der Maya-Kämpfer während des Kastenkriegs in der zweiten Hälfte des 19. Jahrhunderts, die den Kult des Sprechenden Kreuzes praktizierten. Bis heute dient der Begriff als Selbstbezeichnung derjenigen Maya in Quintana Roo und zu einem kleineren Teil im Bundesstaat Yucatán, die diesen Ritus nach wie vor pflegen. Es handelt sich heute um mehrere Tausend Menschen.
Im ethnographischen Sinne wird der Begriff Cruzoob-Maya manchmal auch allgemein für die Maya in Quintana Roo verwendet, die Nachkommen der Bewohner des von 1850 bis 1901 bestehenden Maya-Staates Chan Santa Cruz sind. Durch die besondere Wendung der Geschichte im Kastenkrieg ab 1850 (Gründung des Tempels des Sprechenden Kreuzes und der Stadt Chan Santa Cruz) und die damit verbundene Kriegsökonomie und -kultur haben diese Maya einige Kulturmerkmale entwickelt, die sie von den Maya in den Bundesstaaten Yucatán und Campeche unterscheiden.
SIL International verwendet den Begriff „Maya, Chan Santa Cruz“ [yus] für die von den etwa 40.000 Cruzoob-Maya gesprochene Variante des Mayathan, um sie sprachlich von sonstigen Mayathan-Sprechern („Maya, Yucatán“ [yua]) abzugrenzen.